# Aylacostoma stigmaticum
Aylacostoma stigmaticum Hylton Scott, 1954 è un mollusco gasteropode d'acqua dolce della famiglia Hemisinidae, nativo di Argentina e Paraguay.

## Conservazione
La Lista rossa IUCN classifica Aylacostoma stigmaticum come specie estinta in natura (Extinct in the Wild). La causa della sua estinzione in natura è la costruzione della diga di Yacyretá nel fiume Paranà.